# Platja de Talamanca
La platja de Talamanca —cala de Talamanca— es troba al municipi d'Eivissa. És una badia tancada, poc profunda i protegida dels vents. Situada a 2 km de la vila i el port d'Eivissa fa que tingui una àmplia oferta de serveis i línies regulars d'autobusos i vaixells.
La platja és de sorra fina d'origen natural. El fons és de sorra i vegetació submarina. A certa profunditat, molts metres cap a dins, alterna amb zones de roca. L'orientació cap al sud-est fa que els vents dominants siguin de mar a terra provenint del sud.
L'11 de juliol del 2007 va quedar afectada per la contaminació causada per l'accident del vaixell Don Pedro. Estudis posteriors indicaren que ja no queda contaminació encara que el vaixell descansa als fons marí de davant la badia.